# Піку-де-Регаладуш
Піку-де-Регаладуш (порт. Pico de Regalados; МФА: [ˈpi.ku dɨ ʁɨ.gɐ.ˈɫa.duʃ]) — парафія в Португалії, у муніципалітеті Віла-Верде. Розташована в північно-західній частині країни, на теренах історичної португальської провінції Дору-Міню. Входить до складу округу Брага. За адміністративним поділом, чинним до 1976 року, терени парафії були складовою провінції Міню. Належить до Бразької архідіоцезії Католицької церкви. Патрон — святий Пелагій. Площа — 2,9803 км². Населення — 845 ос. (2011). Середньо урбанізований регіон. Густота населення — 283,53 осіб/км²
. Код — 031336.

## Населення
| Кількість мешканців | Кількість мешканців | Кількість мешканців | Кількість мешканців | Кількість мешканців | Кількість мешканців | Кількість мешканців | Кількість мешканців | Кількість мешканців | Кількість мешканців | Кількість мешканців | Кількість мешканців | Кількість мешканців | Кількість мешканців | Кількість мешканців |
| ------------------- | ------------------- | ------------------- | ------------------- | ------------------- | ------------------- | ------------------- | ------------------- | ------------------- | ------------------- | ------------------- | ------------------- | ------------------- | ------------------- | ------------------- |
| 1864                | 1878                | 1890                | 1900                | 1911                | 1920                | 1930                | 1940                | 1950                | 1960                | 1970                | 1981                | 1991                | 2001                | 2011                |
| 710                 | 643                 | 667                 | 832                 | 750                 | 819                 | 752                 | 807                 | 873                 | 881                 | 819                 | 880                 | 927                 | 865                 | 845                 |